# بيفانا

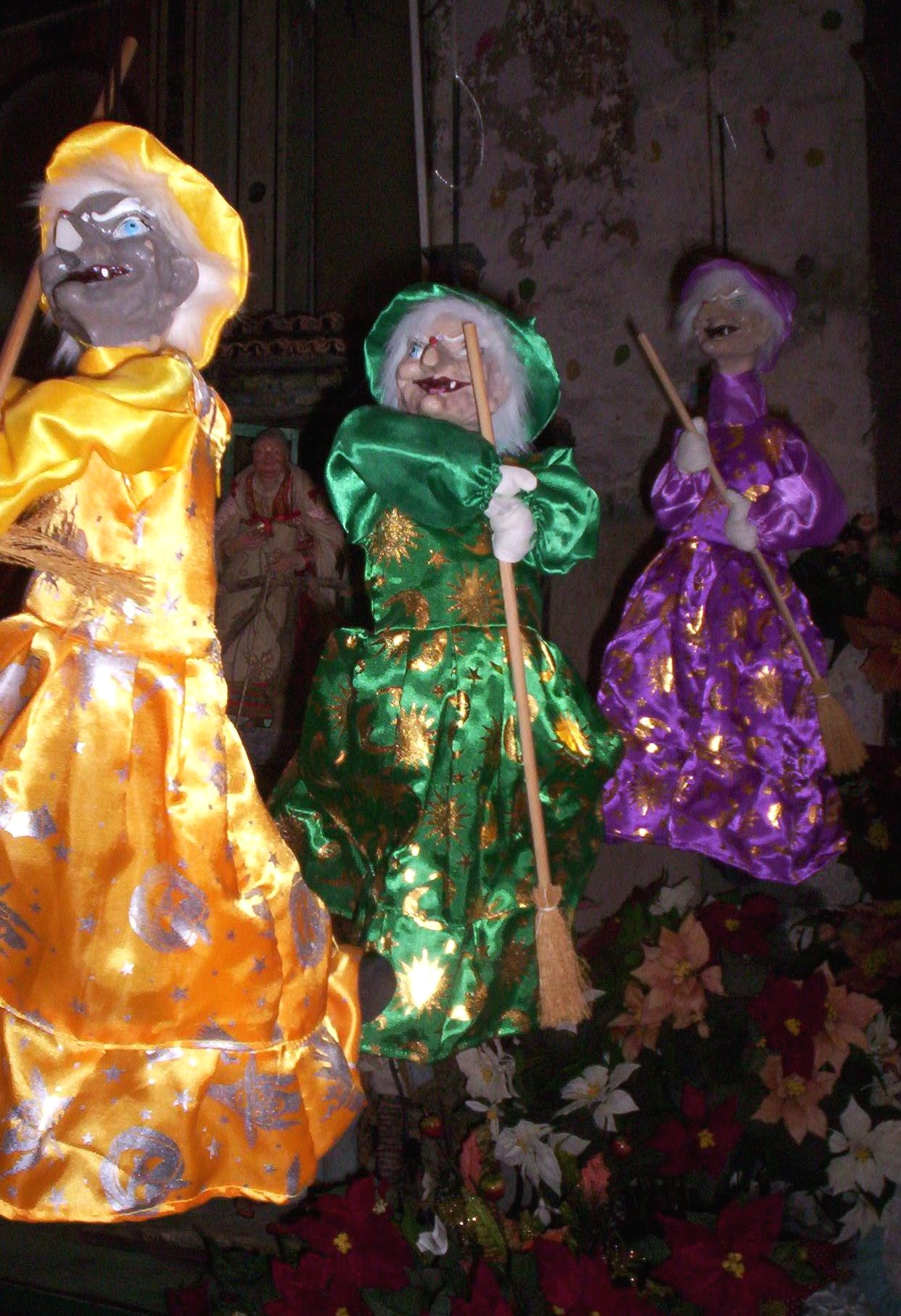
ثلاثة نماذج من البيفانا

البيفانا عيدٌ بُني على أسطورة شعبية إيطالية بدأت جذورها قبل انتشار المسيحية في إيطاليا. وهي مماثلة لأسطورة سانتا كلوز أو بابا نويل. وفي هذا العيد تظهر سيدة عجوز دائمة الابتسام، اسمها البيفانا. ترتدي في الغالب شالاً أسود اللون. تتنقل طائرة في الهواء وهي تركب عصا مكنسة كالساحرات، وتحمل كيسا مليئا بالحلوى والهدايا للأطفال المطيعين وقطع الفحم للأطفال الأشقياء. يغطي السخام وجهها لأنها تدخل منازل الأطفال عبر مدخنة المدفأة لتمنحهم ما يستحقون.

## نشوء الأسطورة
نشأت الأسطورة في روما وفي وسط إيطاليا عموما، ثم انتشرت عبر جميع مناطق إيطاليا. يحتفل بهذا العيد ليلة 6 يناير من كل عام. وفي هذا اليوم تحتفل الكنيسة الغربية بعيد الغِطاس وهو زيارة الملوك الثلاثة للطفل يسوع، أما الكنيسة الشرقية فتحتفل في هذا اليوم بعيد تعميد المسيح في المغطس عند نهر الأردن.
المعتقد الشائع أن الاسم مستمد من عيد الغطاس باللاتينية اي «إبيفاني» أما التفاصيل فقد استمدت من الآلهة الرومانية «سترينا» حسب أبحاث «جون جي. بلانت» التي سجلها في كتابه (نظرة على التراث القديم في إيطاليا وصقلية) حيث يقول المؤلف:
| بيفانا            | يبدو أن البيفانا إرث من آلهة رومانية تُدعى سترينيا والتي أشرفت على هدايا رأس السنة. وهداياها تماثل هدايا البيفانا اليوم، حيث تشكلت من التين والتمر والعسل. | بيفانا |
| — جون موراي، 1823 | |        |

## العيد
ينتظر أطفال إيطاليا البيفانا ليلة السادس من يناير من كل عام، ويعلقون جوارب خاصة عند المدفأة ليلا بانتظار هداياهم فيها صبيحة اليوم التالي. كما يترك الأهل كأسا من النبيذ وصحنا به لقيمات من الطعام تقدمة للبيفانا عند قدومها لبيتهم. أما الأطفال المطيعين فيجدون الحلوى والهدايا الجميلة. ولكن الأشقياء يجدون قطعة فحم كدرس يتلقونه للكف عن الشقاوة. في واقع الأمر يقوم الوالدين عادة بوضع الهدايا لأطفالهم دون علمهم حتى لا يقللوا من بهجة العيد عليهم.

## القصائد والأغاني
هناك قصائد حول للبيفانا، والتي تعرف في صيغ مختلفة قليلا في جميع أنحاء إيطاليا. هنا هو واحد من الإصدارات باللغة الإيطالية:

La Befana vien di notte »
Con le scarpe tutte rotte
Col vestito alla romana
« Viva, Viva La Befana
الترجمة العربية هي:
« وبيفانا تأتي ليلا
بأحذيتها الرثة كليا
بلباسها الروماني
تعيش تعيش بيفانا! »
وتعطى نسخة أخرى في قصيدة جيوفاني بسكول:
Viene, viene la Befana »
Vien dai monti a notte fonda
Come è stanca! la circonda
Neve e gelo e tramontana!
« Viene, viene la Befana
الترجمة العربية هي:
« تأتي تأني بيفانا
تأتي من الجبال في عمق الليل
كم هي متعبة ! المتدورة
في الثلج والصقيع والرياح الشمالية!
تأتي تأتي بيفانا! »